# Península Brodeur

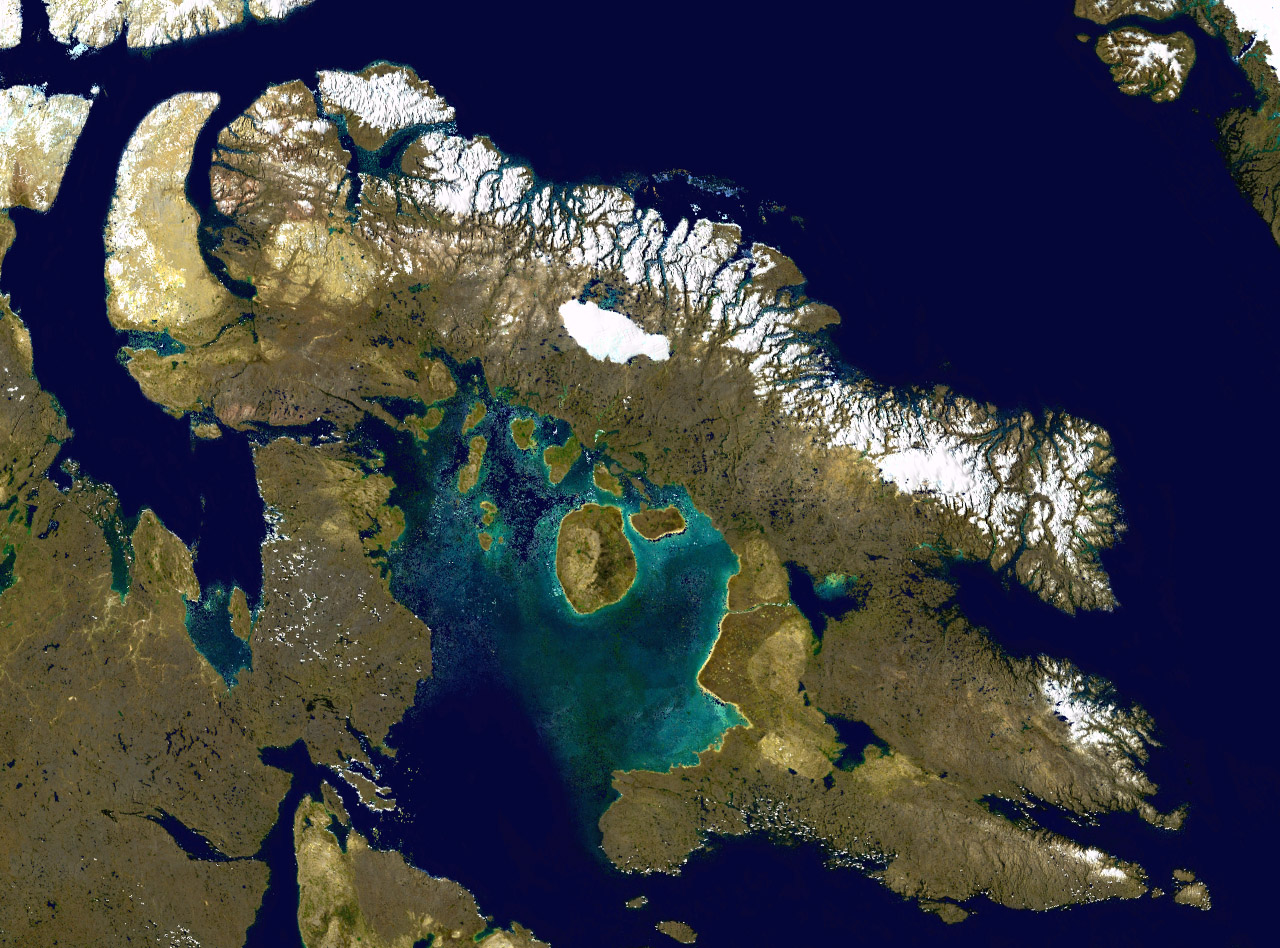
En aquesta imatge per satèl·lit es pot veure la península Brodeur Peninsula a l'extrem nord-occidental de l'illa de Baffin.

La península Brodeur (en anglès, Brodeur Peninsula) és una península deshabitada de l'illa de Baffin, a la regió Qikiqtaaluk de Nunavut, Canadà.

## Geografia
Es troba a l'extrem nord-occidental de l'illa, limitat per l'estret del Príncep Regent, l'estret de Lancaster i la badia Admiralty. La península connecta amb la resta de l'illa per un estret istme. L'hàbitat es caracteritza per ribes rocalloses i penya-segats costaners, així com planes estèrils i rocalloses. 475 km² del nord-oest de la península són una àrea important per a la conservació de les aus (#NU065). És la llar de la gavina d'ivori, en clar retrocés en les darreres dècades. El costat occidental de la península Brodeur és conegut com a lloc d'aparellament de l'os polar.

## Ús de la terra
S'estan duent a terme importants esforços per trobar minerals a la regió. Twin Mining és propietària de 5.300 km² per a explotació de diamants.